# Saint Louis de Toulouse (Vivarini, Tours)
Pour les articles homonymes, voir Saint Louis de Toulouse (homonymie).
Saint Louis de Toulouse est un tableau de la Première Renaissance italienne réalisé par le peintre de l'école vénitienne Antonio Vivarini. Exécutée sur bois, cette peinture chrétienne représente Louis d'Anjou en buste, sa crosse épiscopale à la main. Elle a probablement appartenu au registre supérieur du retable d'une église franciscaine de la région de Venise. Manifestement, elle relève en tout cas du même polyptyque que l'Archange Gabriel et le Saint Antoine de Padoue conservés comme lui au musée des Beaux-Arts de Tours, en France. Il s'agit d'un legs d'Octave Linet en 1963.

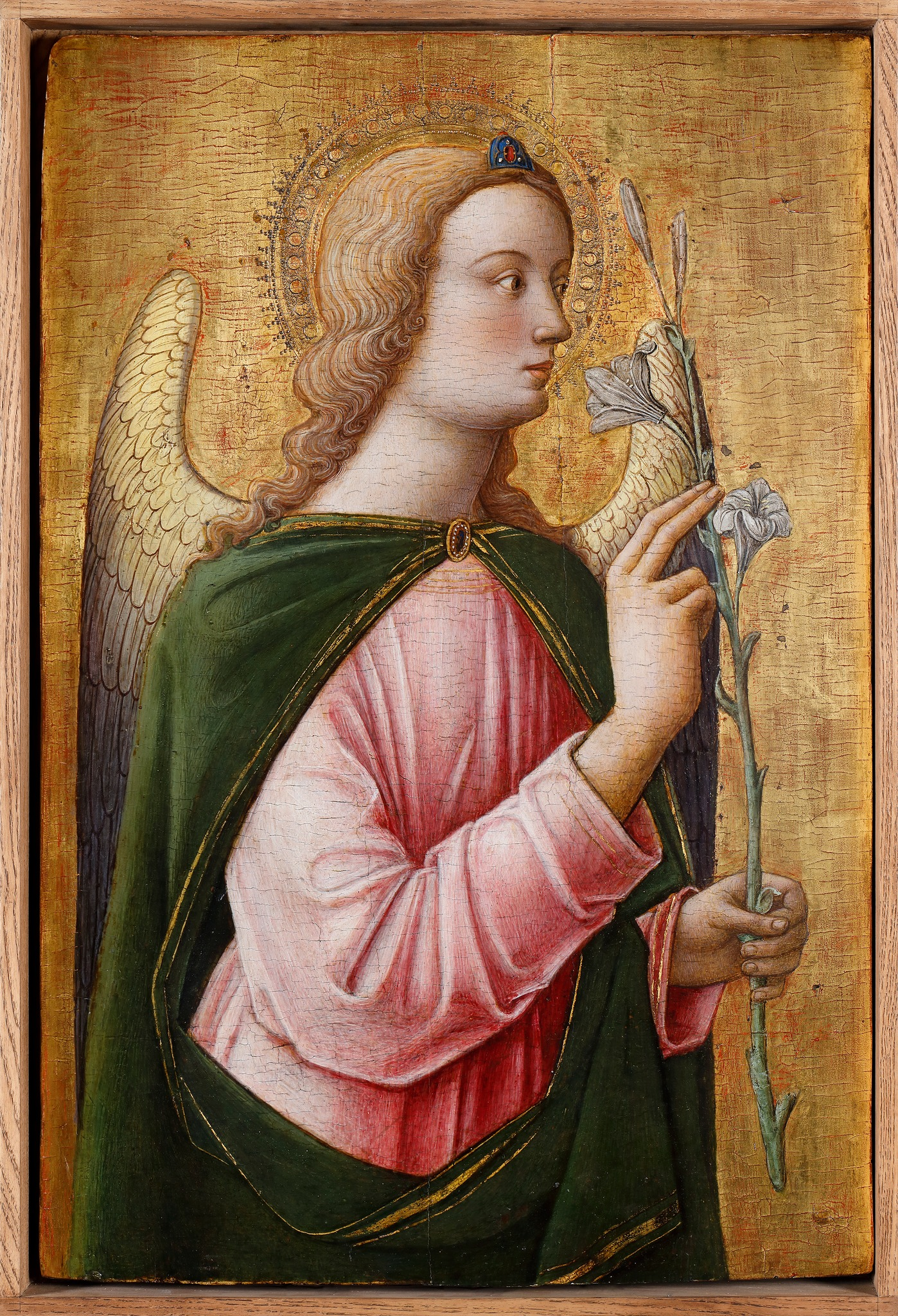
L'Archange Gabriel, musée des Beaux-Arts de Tours.
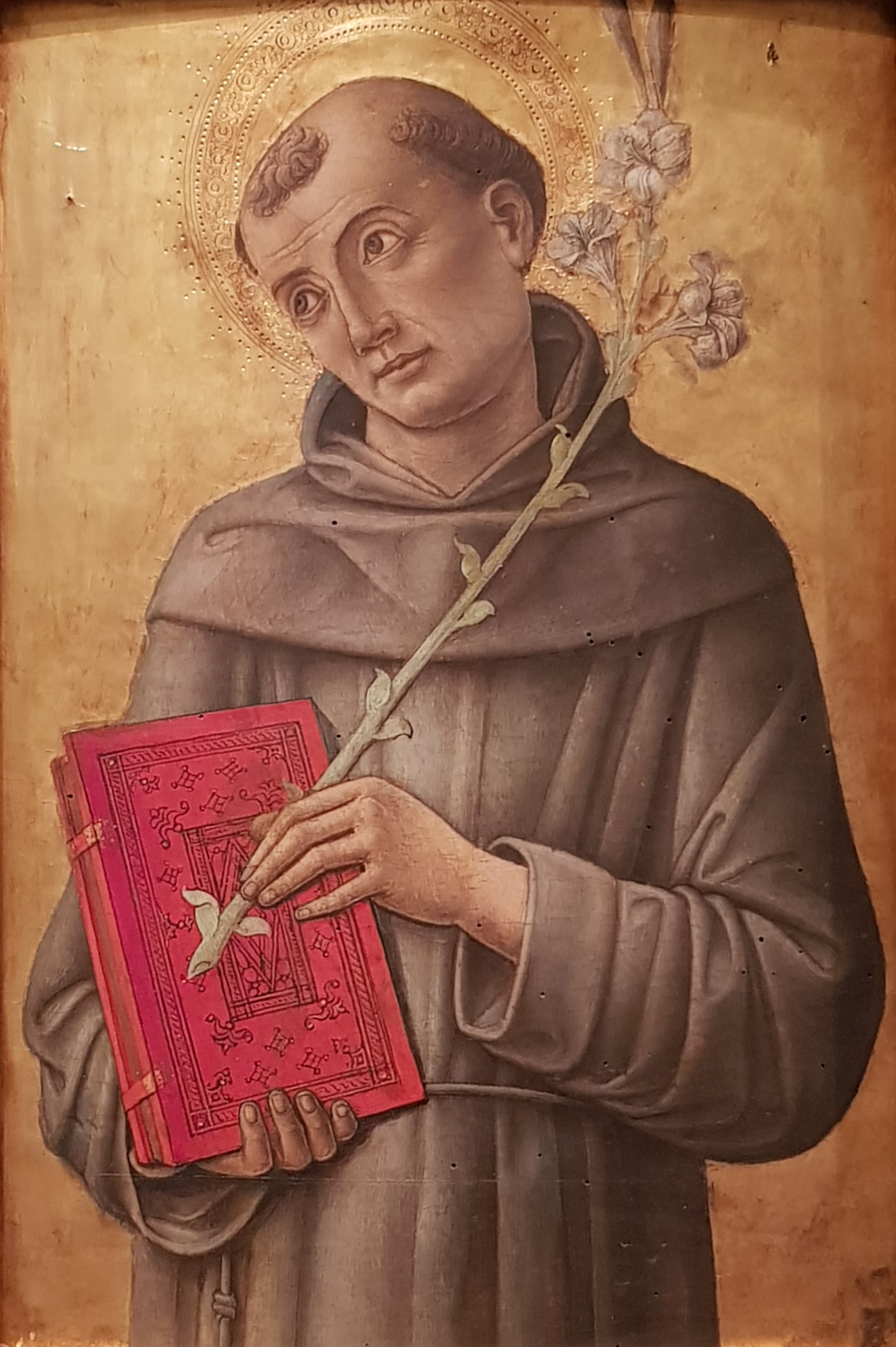
Saint Antoine de Padoue, musée des Beaux-Arts de Tours.

Vivarini a représenté le saint évêque à plusieurs autres reprises. Dans la version de Tours, il est moins richement vêtu que dans le Saint Louis de Toulouse conservé au musée du Louvre, par exemple. Sa parure ne présente pas les grandes fleurs de lys que l'on remarque aussi dans une autre représentation, celle du musée du Petit Palais d'Avignon.

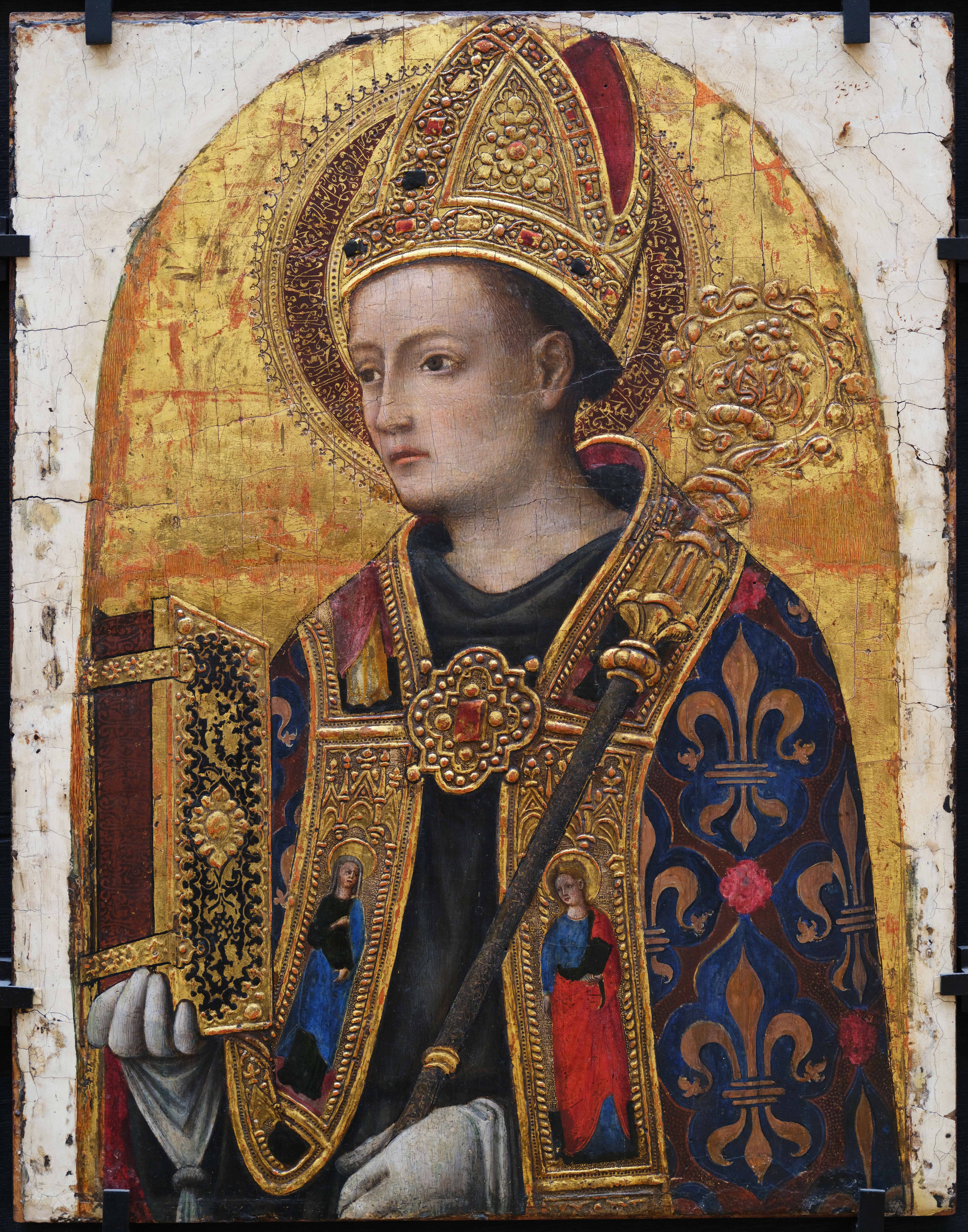
Saint Louis de Toulouse, musée du Louvre.
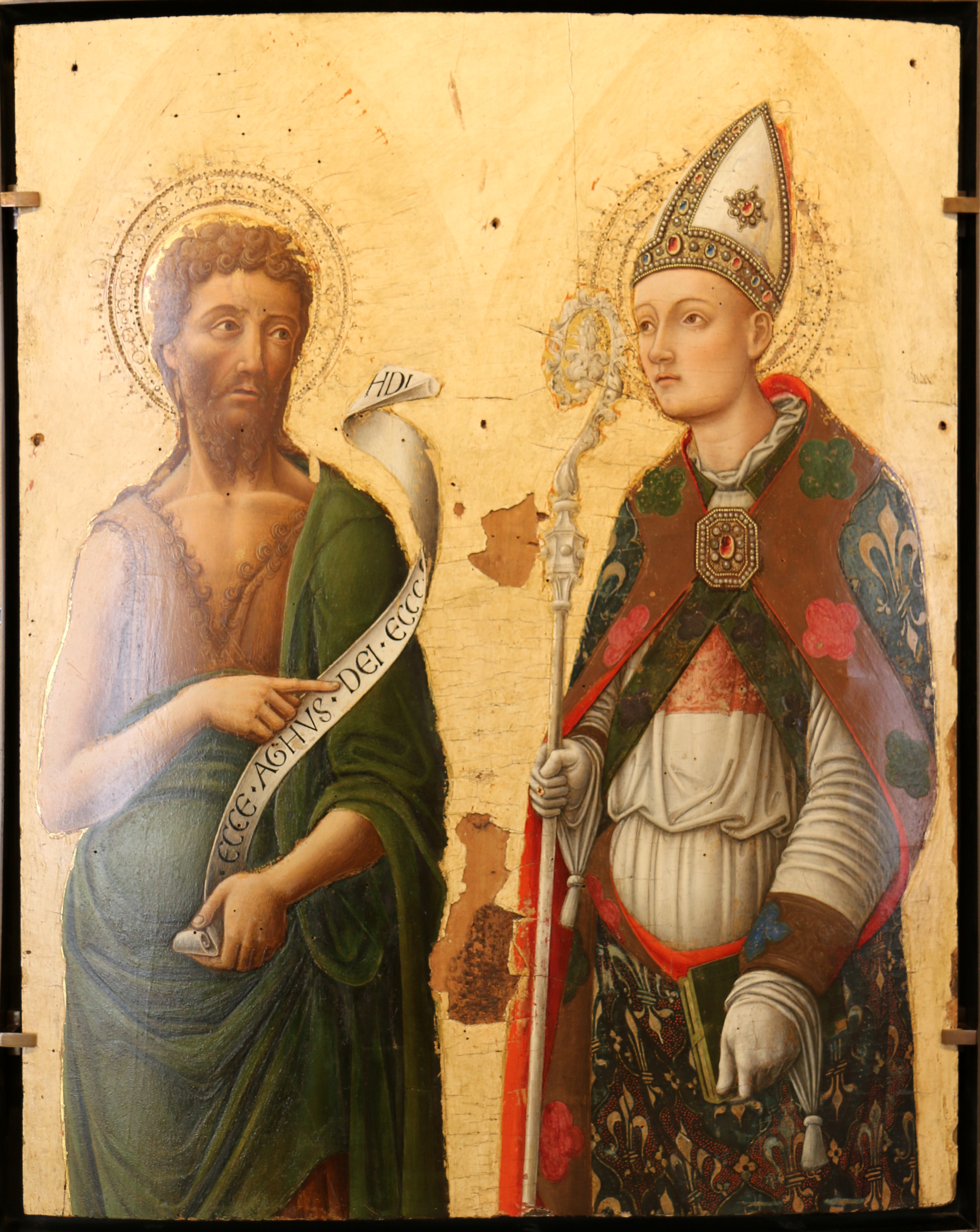
Saint Jean Baptiste et saint Louis de Toulouse, musée du Petit Palais.